# 3 Card Poker

Drie azen is een van de hoogste combinaties mogelijk

3 Card Poker is een variant van het pokerspel. Hierin speelt een speler niet tegen tegenstanders, maar tegen de deler. Het is de bedoeling om met drie kaarten in de hand een betere combinatie te maken dan de deler. De speler kan zijn inzet verdubbelen door de deler te verslaan, een bonus verdienen bij hoge handwaardes en - bij sommige accommodaties - een pair plus-bonus winnen.

## Handbepalingen
Doordat de speler drie in plaats van vijf (of meer) kaarten krijgt, gelden andere voorwaarden om de handwaarde te bepalen dan bij reguliere pokervormen. De handwaardes in 3 Card Poker van hoog naar laag zijn:
- straight flush = drie kaarten op rij van dezelfde soort (bijvoorbeeld: 8♠ 9♠ 10♠).
- three of a kind = drie kaarten met dezelfde waarde (bijvoorbeeld 4♦ 4♥ 4♠)
- straight = drie kaarten op rij van verschillende soorten (bijvoorbeeld: 5♠ 6♦ 7♠).
- flush = drie kaarten van dezelfde soort die geen reeks vormen (bijvoorbeeld 4♥ 8♥ K♥)
- paar = twee kaarten van dezelfde waarde plus een willekeurige derde kaart  (bijvoorbeeld 10♦ 10♥ 8♠)
- high card – drie kaarten van verschillende soorten, waardes en niet op een rij. De aas telt daarbij als hoogste (bijvoorbeeld 4♥ 10♦  K♠)

## Spelverloop
- De speler plaatst zijn inzet (de ante) en krijgt vervolgens drie kaarten. Aan de hand daarvan bepaalt hij of hij wil wedden dat zijn kaarten beter zijn dan die van de deler of niet (de drie kaarten van de deler liggen alle drie 'blind' op tafel). Zo ja, dan verdubbelt de speler zijn inzet (lees: hij voegt een play-inzet toe). Zo niet, dan is hij zijn ante kwijt.
- Wanneer de speler speelt, leggen de deler en hij ieder de kaarten bloot. De hand van de deler 'speelt' alleen als die vrouw hoog of beter heeft. Vervolgens geldt:
  - Als de deler geen 'spelende' hand heeft, dan krijgt de speler zijn play-inzet terug en wordt zijn ante verdubbeld.
  - Als de deler een spelende hand heeft die slechter is dan die van de speler, dan wordt zowel de ante als de play-inzet van de speler verdubbeld.
  - Als de deler een spelende hand heeft die beter is dan die van de speler, dan verliest de speler zowel zijn  ante als zijn play-inzet.
  - Als de deler een spelende hand heeft die gelijk is aan die van de speler, dan krijgt de speler zijn ante en play terug zonder winst of verlies.

## Bonussen
- Spelers verdienen een bonus wanneer ze een straight, three of a kind of straight flush gedeeld krijgen, onafhankelijk ervan of ze daarmee de deler verslaan of niet. De uitbetaling kan per spel accomoodatie verschillen, maar is doorgaans:
  - straight flush = 5:1
  - three of a kind = 3:1
  - straight = 1:1

- De meeste speelgelegenheden bieden bij het spelen van 3 Card Poker een pair plus-optie aan. De speler kán dan vóór hij zijn kaarten inkijkt, wedden dat die een paar of beter zullen bevatten. Is dat niet zo, dan gaat zijn inzet verloren. Is dat wel zo, dan wint hij zijn pair plus-inzet:
  - straight flush = 40:1
  - three of a kind = 30:1
  - straight = 6:1
  - flush = 4:1
  - paar = 1:1

(De vermenigvuldigingsfactor van de inzet kan verschillen per spelaccommodatie)